# Luis Martínez Andrade
Luis Martínez Andrade (Puebla, México, 21 de junio de 1981) es un sociólogo, investigador y autor mexicano, que actualmente reside en Bruselas. Sus líneas  de investigación incluyen la sociología de la religión y la cultura, la teoría crítica, la ecología política, el marxismo latinoamericano, la teología de la liberación y el giro decolonial.

## Biografía

### Años de formación
Luis Martínez Andrade creció en Puebla, donde obtuvo su licenciatura y maestría en sociología en 2004 y 2006 respectivamente en la Benemérita Universidad Autónoma de Puebla (BUAP). Cuando inició sus estudios de licenciatura en el año 2000, formó parte de la primera generación de estudiantes, contribuyendo junto con sus compañeros y profesores al desarrollo del programa de sociología en dicha universidad.
Durante sus estudios en la BUAP, estudió autores del pensamiento decolonial como Enrique Dussel, Aníbal Quijano y Edgardo Lander. También se sensibilizó con el movimiento zapatista en 1994y con la huelga estudiantil de la Universidad Nacional Autónoma de México en 1999.
En 2007, se mudó a París, donde completó su doctorado en sociología en la École des Hautes Études en Sciences Sociales.bajo la dirección de Michael Löwy, con la tesis Crítica de la modernidad y la ecología en la teología de la liberación. El pensamiento de Leonardo Boff. Después de obtener su doctorado en 2014, realizó su primera estancia posdoctoral en la Université Catholique de Louvain, donde desarrolló un proyecto de investigación sobre “ Théologie de la libération, écologie et mouvements sociaux», bajo la supervisión de Geoffrey Pleyers. En 2017, Luis Martínez Andrade realizó una segunda estancia posdoctoral en el Collège d'études mondiales de la Fondation Maison des Sciences de l'homme bajo la supervisión de Françoise Vergès, donde estudió “Le progrès social et la justice globale au prisme de l’Épistémologie du Sud. La théologie de la libération et le tournant décolonial en Amérique latine”

### Enseñanza
Entre 2007 y 2022, Luis Martínez Andrade, que habla con fluidez español, francés y portugués, fue docente en la BUAP, la Universidad de Guadalajara y la Universidad de São Francisco.
En 2022, fue profesor visitante internacional en la Universidade de São Francisco (campus de Itatiba), y en 2023, en la Cátedra Internacional de Poesía Marco Antonio Campos de la BUAP. También realiza dos estancias de investigación en Brasil, la primera en 2009 en la Universidade de São Paulo y la segunda en 2022 en la Universidade de São Francisco.
Entre 2018 y 2022, fue miembro del Sistema Nacional de Investigadores (CONACYT) en México. Desde 2022, Luis Martínez Andrade es colaborador científico del Instituto de Análisis del Cambio en la Historia y las Sociedades Contemporáneas (IACCHOS) de la Universidad Católica de Lovaina.

## Contribuciones intelectuales
Luis Martínez Andrade concibe la sociología como una ventana a través de la cual se pueden explorar diferentes aspectos de la sociedad, poniendo en evidencia las tensiones, antagonismos y contradicciones del mundo contemporáneo. En su opinión, es esencial estudiar y analizar las luchas populares, es decir, las narrativas y experiencias que han quedado marginadas en la historia. Insiste en la importancia de realizar una historia intelectual del pensamiento crítico latinoamericano.
En su libro más reciente, Fútbol y Teoría crítica. Ilusiones del balón y del sujeto abstracto, publicado en 2024 por el editorial La Vorágine, Luis Martínez Andrade establece un vínculo entre filosofía, historia, política y fútbol, utilizando este último como pretexto para abordar ciertos aspectos de la teoría crítica. Subraya la evolución entre los jugadores de ayer, políticamente comprometidos, y los de hoy, a los que califica de marionetas en lo que describe como una sociedad del espectáculo. El autor presenta el fútbol como un fenómeno histórico que atraviesa todas las esferas de la sociedad, hoy más impregnada por la mercantilización de la vida cotidiana.

### Teología de la liberación
Luis Martínez Andrade ha escrito numerosos ensayos y artículos sobre la teología de la liberación. En su libro de 2016, Ecología y Liberación. Crítica de la modernidad en la teología de la liberación, publicado en 2019 en español por la editorial Herder, explora el pensamiento y las ideas de varios teólogos de la liberación, especialmente las del teólogo brasileño Leonardo Boff. También establece un vínculo entre la teología de la liberación y la crítica de la modernidad/colonialidad, para subrayar la dinámica de la biocolonialidad contemporánea y los desafíos ecológicos que plantea.
Más específicamente, para Luis Martínez Andrade, la teología de la liberación constituye tanto un discurso como un conjunto de prácticas que responden al sufrimiento de las poblaciones marginadas de América Latina, en particular las poblaciones pobres, indígenas y campesinas. En su opinión, la teología de la liberación es una «visión utópica del mundo» cuya principal contribución reside en su crítica de la modernidad capitalista en América Latina, en su versión colonial-periférica. Es más, en su obra Religión sin redención. Contradicciones sociales y sueños despiertos en América Latina, publicado en 2011, Luis Martínez Andrade explora una reflexión sobre la teología de la liberación y las luchas sociales en esta región, y propone una síntesis de varias corrientes críticas, incluido el marxismo, la filosofía de la liberación, el poscolonialismo y la geopolítica del conocimiento.

## Premios y distinctiones
Por su texto “El centro comercial como figura paradigmática del discurso neocolonial. Racismo y poder en América Latina ”, que aparece en su libro Religión sin redención, obtuvo el Primer Premio Internacional de Ensayo “Pensar a Contracorriente” en 2009 por el Instituto Cubano del Libro, el Ministerio de Cultura de Cuba y las Ediciones en Ciencias Sociales.
En 2015, fue distinguido con el Segundo Premio Internacional de Ensayo «Tijdschrift voor Theologie» por la Fundación Edward Schillebeeckx y la revista teológica internacional Tijdschrift voor Theologie por el texto “Teología y Temporalidad: de San Pablo a Walter Benjamin. Una reflexión acerca de la rebelión de las víctimas”.
En 2019, Luis Martínez Andrade participó en el Primer Concurso de Relato Corto «Sinverguenza», donde obtuvo inicialmente una mención de honor (segundo lugar) por su relato Hofstade. Sin embargo, unos meses después del anuncio de los resultados, se descubrió que el relato del ganador era un plagio de una obra del autor argentino Hernán Casciari. Los organizadores reconsideraron su decisión y concedieron el primer premio a Luis Martínez Andrade. Su cuento fue publicado en la revista Orsai número 11, temporada 2, en octubre de 2024.

## Publicaciones
Luis Martínez Andrade ha escrito varios artículos en revistas y capítulos de libros, así como numerosas reseñas críticas. Ha realizado numerosas entrevistas publicadas en revistas académicas, traducido un gran número de libros y artículos, participado en conferencias y formado parte de numerosos jurados. Ha escrito más de diez libros, publicados en español, inglés y/o francés.
En español
- Religión sin redención. Contradicciones sociales y sueños despiertos en América Latina, Tercera edición, Laboratorio Educativo, (colec. Quintaesencia), Bogotá, 2024, 208 p. ISBN 978–628–7682–25–2
- Indecentes e Indignadas. Teologías, Pedagogías y praxis de liberación en América Latina (edit.. con Graham McGeoch), Laboratorio Educativo, Bogotá, 2024, 234 p. ISBN 978-628-7682-11-5
- Teoría Crítica Anticolonial. Ensayos de historia intelectual, Tirant lo blanch, Valencia, 2023, 181, p. ISBN 978-84-1958-86-2
- Fútbol y Teoría crítica. Ilusiones del balón y del sujeto abstracto, La Vorágine, Santander, 2022, 216 p. ISBN 978-84-124766-6-8
- Textos sin disciplina. Claves para una Teoría crítica anticolonial, Universidad de Guadalajara, México, 2020, 128 p. ISBN 978-607-547-874-6
- Chichitlahuiliztli, racialización y cacería humana. Ensayos sobre necropolíticas en América Latina, (edit. con Patricio Lepe-Carrion y con J.M. Meneses), UFRO University Press/CLACSO, 2020, 241 p. ISBN 978-956-236-395-2
- Ecología y teología de la liberación. Critica de la modernidad/colonialidad, Herder, Barcelona, 2019, 403 p. ISBN 978-84-254-4181-3
- Feminismos a la contra. Entre-vistas al Sur Global, La Vorágine, Santander, 2019, 278 p. ISBN 978-84-947950-9-1
- El camino de las fieras: violencia, muerte y política en Sur Global, (edit. con J.M. Meneses), México, ACD, 2016, 351 p. ISBN 978-607-8399-29-1
- Las dudas de Dios. Teología de la liberación, Ecología y Movimientos Sociales, España, Otramérica, 2015, 216 p. ISBN 978-99-62-05-788-8
- Esperanza y Utopía. Ernst Bloch desde América Latina (edit. con J.M. Meneses) México, Taberna Libraria Editores, 2012, 143 p. ISBN 978-607-9165-35-2
- Religión sin redención. Contradicciones sociales y sueños despiertos en América Latina, México, Ediciones de Medianoche-Universidad de Zacatecas, 2011,188 p. ISBN 978-607-9165-04-8

En francés
- Illusions du ballon: football et théorie critique. Hispanoamericana. l'Harmattan. 2024. ISBN 978-2-336-43872-6.
- Dialectique de la modernité et socialisme indo-américain, L’Harmattan, Paris, 2023, 187 p. ISBN 978-2-14-032020-0
- Religions de la libération. Espérance, justice sociale et politique, (éd. avec Lucie Kaennel), Van Dieren, Paris, 2021, 167 p. ISBN 978-2-37466-015-8
- Écologie et Libération. Critique de la modernité dans la théologie de la libération, Van Dieren, Paris, 2016, 278 p. ISBN 978-2-37466-000-4
- Religion sans rédemption. Contradictions sociales et rêves éveillés en Amérique latine, Van Dieren, Paris, 2015, p. 204 ISBN 978-2-911087-96-7

En inglés
- Facing Climate Collaps: Ecology, Theology and Capitalocene (co-edited with Seforosa Caroll), SCM Press, UK, 2025, 352 p. [LM1] ISBN: 9780334066330
- Decolonizing Liberation Theologies. Past, Present, and Future (co-edited with  Nicolás Panotto), Palgrave Macmillan, Switzerland, 2023, 281, p. ISBN: 978-3-031-31130-7
- Crossing Racial Borders The Epistemic Empowerment of The Subaltern, (co-edited with Lenita Perrier), Lexington Books, London, 2022, 262 p. ISBN 978-1-66691-264-7
- Religion Without Redemption: Social Contradictions and Awakened Dreams in Latin America, Pluto Press, Londres, 2015, 176, p. ISBN: 9780745335728

En polaco
- Ameryka Łacińska Religia bez odkupienia, Książka i Prasa-Le Monde Diplomatique Polska, 2012, 198 p.ISBN 978-83-627-4413-8

1. 1 2  «Luis Martínez Andrade». Van Dieren Éditeur (en fr-FR). Consultado el 21 de noviembre de 2024.
2. ↑  Barnier-Khawam, Pablo (16 de junio de 2023). «Luis Martínez Andrade, Dialectique de la modernité et socialisme indo-américain. Essais d’histoire intellectuelle». Nuevo Mundo Mundos Nuevos. Nouveaux mondes mondes nouveaux - Novo Mundo Mundos Novos - New world New worlds (en francés). ISSN 1626-0252. doi:10.4000/nuevomundo.93069. Consultado el 4 de diciembre de 2024.
3. 1 2 3 4  «Luis Martinez Andrade». www.fmsh.fr (en francés). Consultado el 21 de noviembre de 2024.
4. 1 2 3 4 5  SeventhQueen (15 de septiembre de 2023). «Entrevista: Dr. Luis Martínez Andrade con Juan Daniel Flores». Red Anti Colonial. Consultado el 21 de noviembre de 2024.
5. 1 2  Wissam Xelka. CHRÉTIENS MARXISTES, luttes SUD-AMÉRICAINES, et THÉORIE CRITIQUE - Avec LUIS Martinez ANDRADE.
6. 1 2  Mogantini, Raffaele; Bouafia, Tarik (2017). «México al borde. Entrevista con Luis Martínez Andrade». Analéctica 3 (20): 1–6. Consultado el 4 de diciembre de 2024.
7. ↑  «Nouveau post-doctorant au SMAG/CriDIS : Théologie de la libération, écologie et mouvements sociaux». UCLouvain (en francés). Consultado el 21 de noviembre de 2024.
8. ↑  Redacción (26 de julio de 2023). «BUAP impartirá taller sobre "Teoría Crítica Anticolonial"». Alcance Diario @AlcanceDiario. Consultado el 21 de noviembre de 2024.
9. ↑  «Illusions du ballon - Luis Martinez Andrade». www.editions-harmattan.fr. Consultado el 21 de noviembre de 2024.
10. ↑  «Luis Martinez Andrade». UCLouvain (en francés). Consultado el 21 de noviembre de 2024.
11. ↑  «Lecture-rencontre : Discussion autour du livre "Illusion du ballon. Football et Théorie critique" de Luis Martínez Andrade». ZIN TV (en fr-FR). Consultado el 4 de diciembre de 2024.
12. 1 2  Useche López, Camilo (2 de marzo de 2023). «Luis Martínez Andrade, Ilusiones del balón y del sujeto abstracto». Amerika. Mémoires, identités, territoires (25). ISSN 2107-0806. doi:10.4000/amerika.16884. Consultado el 22 de noviembre de 2024.
13. ↑  Direction Webmaster (6 avril 2024). «“Illusions du ballon. Football et Théorie critique” : l’essai qui réhabilite le football signé par Luis Martínez Andrade». Espaces latinos.
14. ↑  Claire Doran (Mai-Juin 2017). «Écologie et libération. Critique de la modernité dans la théologie de la libération – Luis Martinez Andrade». Relations.
15. 1 2 3  Querido, Fabio Mascaro (31 de diciembre de 2016). «Luis Martínez Andrade, Écologie et Libération. Critique de la modernité dans la théologie de la libération». Archives de sciences sociales des religions (en francés) (176): 355. ISSN 0335-5985. doi:10.4000/assr.28296. Consultado el 22 de noviembre de 2024.
16. ↑  Mendez, Hector (25 de diciembre de 2016). «Luis Martínez Andrade, Écologie et libération. Critique de la modernité dans la théologie de la liberation». Amerika. Mémoires, identités, territoires (en francés) (15). ISSN 2107-0806. doi:10.4000/amerika.7546. Consultado el 22 de noviembre de 2024.
17. ↑  Gervais, Mathieu (2015). «Recension: Luis Martinez Andrade, Religion sans redemption». Mouvements : des idées et des luttes (en francés). Consultado el 4 de diciembre de 2024.
18. ↑  Azzédine Badis (2015). «Luis Martínez Andrade, Religion sans rédemption. Contradictions sociales et rêves éveillés en Amérique latine». Amerika (13).
19. ↑  Loute, Alain (9 de diciembre de 2015). «Luis Martínez Andrade Religion sans rédemption : Contradictions sociales et rêves éveillés en Amérique Latine, Paris, Van Dieren, 2015, 203 p.». Amérique Latine Histoire et Mémoire. Les Cahiers ALHIM. Les Cahiers ALHIM (en francés). ISSN 1777-5175. doi:10.4000/alhim.5382. Consultado el 4 de diciembre de 2024.
20. 1 2  Gigena, Daniel (8 de junio de 2023). «Plagio con final feliz: copiaron un cuento de Hernán Casciari, le pidieron que no hiciera juicio y él autorizó la publicación». LA NACION. Consultado el 21 de noviembre de 2024.
21. ↑  «El plagio colombiano que sorprendió a Hernán Casciari y la fe de erratas con la que se arregló». El Observador. Consultado el 27 de noviembre de 2024.
22. ↑  Andrade, Luis Martínez (28 de octubre de 2024). «Hofstade». Revista Orsai. Consultado el 25 de noviembre de 2024.